# Doulek Centre
Doulek est un village situé dans la Région de l'Extrême-Nord du Cameroun, dans le département du Diamaré et la commune de Meri. Il dépend du canton qui porte son nom, Doulek. Les villages les plus proches dans la même région sont Koromo (3,64 km) et Molkoa (4,55 km). Les plus éloignés sont Madouvaya (8,6 km) et Katchounga (8,86 km)

## Population
Lors du dernier recensement de 2005, Doulek comptait 820 personnes dont 391 de sexe masculin (47,68 %) et 429 de sexe féminin (52,32%).

## Économie

### Agriculture
À l’instar des villages de la Commune de Meri, deux types d’agriculture sont pratiqués dans le village : l’agriculture vivrière et l’agriculture de rente. Le village de Doulek est répertorié comme principal bassin de production de l’arachide et du niébé avec un rendement potentiel à l’hectare de 0,8 tonne pour l’arachide et de une tonne pour le niébé.

### Commerce
Le commerce est une activité importante pour les populations de Doulek. Parmi les infrastructures marchandes se trouvant dans la zone, on note trois magasins, un complexe commercial, un abattoir et un grenier.

### Éducation
Sur le plan de l’éducation, Doulek comprend trois écoles publiques créées à partir de 1970. Le niveau de l’aménagement des infrastructures est jugé passable. On y trouve quelques latrines, mais pas clôture, ni de point d’eau, ni de décharges d’ordures.

### Énergie électrique
L’alimentation électrique à Doulek n’est pas encore complète. Les populations s’estiment lésées et voudraient bénéficier des bienfaits de l’énergie électrique.

### Initiatives de développement
La localité de Doulek fait l’objet de nombreuses attentions dans le plan communal de Développement de la Commune de Meri publié en 2016. Classé 7e dans l’ordre de financement de la commune, on note comme projets, entre autres : la construction de nouvelles boutiques et nouveaux magasins dans le marché de Doulek, la dotation de moulins à moudre et à décortiquer, et la construction d’abris, la construction et l’équipement de centres zootechniques et vétérinaires, la construction de salles de classe et de points d’eau dans les écoles.